# Milan Stojanović
Milan Stojanović (28 de desembre de 1911 - ?) fou un futbolista serbi de la dècada de 1930.
Fou jugador de BSK Beograd. Fou convocat per jugar amb Iugoslàvia el Mundial de 1930 però no hi disputà cap partit.